# Dorylomorpha xanthocera
Dorylomorpha xanthocera är en tvåvingeart som först beskrevs av Kowarz 1887.  Dorylomorpha xanthocera ingår i släktet Dorylomorpha och familjen ögonflugor. Arten har ej påträffats i Sverige. Inga underarter finns listade i Catalogue of Life.